# Bellagio Las Vegas
Pour la commune italienne, voir Bellagio.
 (octobre 2024).
Le Bellagio est un hôtel de luxe américain situé sur le Las Vegas Strip. Il est détenu par MGM Mirage et construit sur le Dunes.
Sur le thème de la célèbre ville éponyme du lac de Côme, le Bellagio est célèbre pour son élégance. Il abrite les fontaines du Bellagio, qui est un spectacle musical de jets d'eau conçu par WET Design. La tour principale est occupée par 3 015 chambres réparties sur 36 étages pour une hauteur de 151 m. La tour Spa qui se trouve au sud de la tour principale dispose de 33 étages, d'une hauteur de 119 m et abrite 935 chambres.

## Histoire
Le Bellagio est conçu par Steve Wynn, son entreprise et les agences d'architecture The Jerde Partnership, Butler/Ashworth Architects, et WorthGroup
Le 15 octobre 1998, juste avant 23 heures, le Bellagio ouvre ses portes. Le casino gagne 88 millions de dollars ce premier soir. Les VIP (Very Important Person) invités à la grande ouverture du Bellagio ont en outre la possibilité d'offrir 1 000 $ par personne ou 3 500 $ par couple à la Fondation Fighting Blindness pour obtenir le droit de passer la nuit dans l'une des suites.
Lors de l'ouverture, immédiatement après le discours de bienvenue aux invités, le spectacle Ô : le Cirque du Soleil est donné pour la première fois au théâtre du Bellagio.
Depuis 2000, le Bellagio appartient à la MGM Mirage, née de la fusion des groupes MGM Grand Inc' et Mirage Resorts Inc. Il est le cadre du film Ocean's Eleven sorti en 2001.

## Description
Le Bellagio est construit sur la thématique de l'Italie et emprunte son nom à une célèbre station, dans les Préalpes italiennes : Bellagio. Il est considéré comme l'un des hôtels les plus luxueux de Las Vegas avec le Wynn Las Vegas, le Encore Suites, le Mandalay Bay, le MGM Grand, le Venetian, le Palazzo et le  Mirage.
L'hôtel est réparti sur 36 étages pour une hauteur totale de 155 mètres (soit 508 pieds). Une extension est construite en 2005. Elle est nommée Bellagio Spa Tower, mesure 119 mètres et compte 33 étages.

## Les services de l'hôtel
- L'hôtel compte 3 933 chambres et 512 suites.
- Le casino dispose de nombreuses tables de jeux et de machines à sous réparties sur 10 776 m² et d'un Race & Sport Book (salle de paris sportifs) :  200-seat race and sports book.
- On trouve au Bellagio de nombreux restaurants :

| - Café Bellagio - Café Gelato - Circo - FIX - Jasmine |  | - Jean-Philippe Pâtisserie - Le Cirque - Michael Mina - Noodles - Todd English's Olives |  | - Palio - Palio Pronto - Petrossian Bar - Picasso - Pool Café |  | - Prime - Shintaro - Snacks - The Buffet - Sensi (situé dans la Spa Tower, la tour extension de l'hôtel). |

- L'hôtel dispose aussi d'un nightclub flambant neuf « The Bank Nightclub »; et des lounges Caramel, Petrossian Bar et The Pinky Ring (appartenant à Bruno Mars).
- Mais aussi de plusieurs attractions :
  - The Fountains at Bellagio : un spectacle musical de jets d'eau conçu par WET Design.
  - The Conservatory : une sorte de jardin intérieur.
  - Bellagio Gallery : une galerie d'art.
  - The Tuscany Kitchen où l'on peut prendre des cours de cuisine.
  - Ô : Le cirque du Soleil : spectacle interprété depuis l'ouverture du Bellagio, en 1998.

- La Via Bellagio est une zone commerciale de l'hôtel où l'on trouve onze boutiques de luxe ; six autres boutiques sont réparties sur l'ensemble du complexe.

## Le Bellagio au cinéma, à la télévision, dans les jeux vidéo ou la musique
- Dans Ocean's Eleven, il est, avec le mirage et le MGM Grand, l'un des trois casinos braqués par Daniel Ocean et son équipe.
- 2009 : 2012 où il est détruit par un séisme
- Very bad trip